# الملعب الرياضي القفصي
الملعب الرياضي القفصي، هو فريق كرة قدم تونسي تأسس عام 1962 في مدينة قفصة، ولاية قفصة، يلعب الفريق في الرابطة التونسية الثالثة لكرة القدم مستوى أول في موسم 2021 - 2022.

## وصلات خارجية
- صفحة الملعب الرياضي القفصي على موقع كوووة.
- الموقع الرسمي للجامعة التونسية لكرة القدم.